# 엉덩갈비근
엉덩갈비근(iliocostalis muslce) 또는 장륵근(腸肋筋) 또는 장늑근은 상축근(epaxial muscle)을 하축근(hypaxial muscle)과 분리하는 고랑에 가장 가까운 가장긴근의 바로 옆쪽에 있는 근육이다. 아래뒤톱니근의 근육성 부분에 매우 깊숙이 놓여 있다. 척추를 같은 쪽 가쪽으로 굽힌다.

## 구조
양쪽 엉덩갈비근은 엉덩뼈능선, 엉치뼈, 등허리근막, 열한째 등뼈에서 다섯째 허리뼈까지의 척추의 가시돌기에서 공통으로 일어난다.
목엉덩갈비근(iliocostalis cervicis, cervicalis risens)은 셋째, 넷째, 다섯째, 여섯째 갈비뼈의 각에서 발생하며 넷째, 다섯째, 여섯째 목뼈의 가로돌기 뒤결절에 닿는다.
등엉덩갈비근(iliocostalis thoracis, musculus accessorius)은 아래쪽 6개 갈비뼈 각의 위쪽 경계에서 허리엉덩갈비근의 닿는곳 힘줄 안쪽에 있는 평평한 힘줄에 의해 일어난다. 이 힘줄들은 근육이 되어 위쪽 6개 갈비뼈 각의 위쪽 경계와 일곱째 목뼈의 가로돌기 뒤쪽에 닿는다.
허리엉덩갈비근(iliocostalis lumborum, sacrolumbalis muscle)은 평평한 힘줄에 의해 아래쪽 6-9개 갈비뼈 각의 아래쪽 경계에 닿는다.

### 신경 분포
엉덩갈비근은 척수신경의 뒤가지에 의해 지배된다.

## 기능
엉덩갈비근은 척주를 같은 쪽 방향의 가쪽으로 구부린다. 양쪽 엉덩갈비근이 동시에 작용하면 척추를 곧게 뻗을 수 있다.

## 같이 보기
- 척주세움근
- 가장긴근
- 반가시근
- 가시근

## 참고 문헌
이 문서는 현재 퍼블릭 도메인에 속하는 그레이 해부학 제20판(1918) page 399의 내용을 기초로 작성된 글이 포함되어 있습니다.